# ديفيد د. كول
ديفيد د. كول (بالإنجليزية: David D. Cole)‏ هو محامي أمريكي، ولد في 1958.

## وصلات خارجية
- ديفيد د. كول على موقع إن إن دي بي (الإنجليزية)